# Tauron Arena
El Tauron Arena es una arena multiusos de Cracovia, Polonia. Inaugurada en mayo de 2014, posee una capacidad para eventos deportivos de 15,030 espectadores, los cuales pueden aumentar hasta los 22,000 en conciertos, convirtiéndolo en el recinto de este tipo más grande en el país.
La arena está certificada para poder albergar diversos deportes, incluidos el baloncesto, voleibol, hockey, tenis, gimnasia y artes marciales.